# Liste von Sprengstoffanschlägen im Jahr 1982
Die Liste von Sprengstoffanschlägen im Jahr 1982 erfasst Anschläge mit Sprengladungen und anderen Spreng- und Brandvorrichtungen gegen Einrichtungen und Ansammlungen von Menschen, die im Jahr 1982 passierten. Zu den Formen zählen unter anderem Auto- und Rucksackbomben. Siehe auch Liste von Anschlägen auf Verkehrsflugzeuge.

## Liste
| Datum         | Ereignis                                                                                             | Ort            | Staat                  | Tote     | Verletzte | Anmerkung, Quellen                                      |
| ------------- | --- | -------------- | ---------------------- | -------- | --------- | ------------------------------------------------------- |
| 15. Jan. 1982 | Sprengstoffanschlag auf israelisches Restaurant                                                      | West-Berlin    | Deutschland            | 1        | 46        | [ 1 ]                                                   |
| 7. Feb. 1982  | Sprengstoffanschlag auf Militärbus                                                                   | Hama           | Syrien                 | 40       | 0         | [ 2 ]                                                   |
| 10. Feb. 1982 | Anschlag mit Sprengstoff und Granaten auf Markt                                                      | Cotabato City  | Philippinen            | 1        | 21        | [ 3 ]                                                   |
| 13. Feb. 1982 | Sprengstoffanschlag auf PLO-Lager                                                                    | Sidon          | Libanon                | 4        | 24        | [ 4 ]                                                   |
| 22. Feb. 1982 | Sprengstoffanschlag auf Kaserne                                                                      | Teheran        | Iran                   | 26       | 121       | [ 5 ] [ 6 ]                                             |
| 23. Feb. 1982 | Anschlag mit Autobombe auf Einkaufsviertel                                                           | Beirut         | Libanon                | 7        | 60        | [ 7 ]                                                   |
| 27. Feb. 1982 | Anschlag mit Autobombe auf Kontrollpunkt                                                             | Beirut         | Libanon                | 8        | 35        | [ 8 ]                                                   |
| 10. März 1982 | Anschlag mit Autobombe auf den Präsidentenpalast                                                     | Bogotá         | Kolumbien              | 1        | 43        | [ 9 ]                                                   |
| 26. März 1982 | Sprengstoffanschlag auf Kino                                                                         | Beirut         | Libanon                | 2        | 20        | [ 10 ]                                                  |
| 29. März 1982 | Sprengstoffanschlag auf Expresszug                                                                   | Limoges        | Frankreich             | 5        | 28        | [ 11 ]                                                  |
| 12. Apr. 1982 | Sprengstoffanschlag auf Regierungsgebäude                                                            | Aleppo         | Syrien                 | 25       | 0         | [ 12 ]                                                  |
| 22. Apr. 1982 | Anschlag mit Autobombe auf Zeitungsbüro                                                              | Paris          | Frankreich             | 1        | 60        | [ 13 ]                                                  |
| 10. Mai 1982  | Sprengstoffanschläge auf Geschäfte                                                                   | Zamboanga City | Philippinen            | 4        | 70        | [ 14 ] [ 15 ] [ 16 ] [ 17 ] [ 18 ] [ 19 ] [ 20 ] [ 21 ] |
| 24. Mai 1982  | Anschlag mit Autobombe auf die französische Botschaft                                                | Beirut         | Libanon                | 12       | 27        | [ 22 ]                                                  |
| 9. Juni 1982  | Sprengstoffanschlag auf Markt                                                                        | Guwahati       | Indien                 | 19       | 50        | [ 23 ]                                                  |
| 20. Juli 1982 | Bombenanschlag im Hyde Park und Regent’s Park                                                        | London         | Vereinigtes Königreich | 11       | 50        | [ 24 ] [ 25 ]                                           |
| 1. Aug. 1982  | Anschlag mit Autobombe auf Planungsministerium                                                       | Bagdad         | Irak                   | 20       | 138       | [ 26 ]                                                  |
| 7. Aug. 1982  | Geiselnahme mit Schusswaffen und Sprengstoff im Flughafen Ankara-Esenboğa                            | Ankara         | Türkei                 | 9 (+1)   | 72 (+1)   | [ 27 ]                                                  |
| 9. Aug. 1982  | Anschlag mit Schusswaffen und Sprengstoff auf jüdisches Restaurant                                   | Paris          | Frankreich             | 6        | 22        | [ 28 ]                                                  |
| 22. Aug. 1982 | Anschlag mit Schusswaffen und Sprengstoff auf Polizeiaußenposten                                     | Ayacucho       | Peru                   | 21 (+20) | 3         | [ 29 ]                                                  |
| 6. Sep. 1982  | Anschlag mit Autobombe auf Einkaufszentrum                                                           | Teheran        | Iran                   | 20       | 100       | [ 30 ]                                                  |
| 20. Sep. 1982 | Sprengstoffanschlag auf Bushaltestelle                                                               | Teheran        | Iran                   | 1        | 20        | [ 31 ]                                                  |
| 1. Okt. 1982  | Anschlag mit Autobombe                                                                               | Teheran        | Iran                   | 60       | 700       | [ 32 ]                                                  |
| 3. Okt. 1982  | Anschlag mit Panzerfäusten, Automatischen Schusswaffen, Granaten und Sprengstoff auf Soldaten in Bus | Libanonberg    | Libanon                | 6        | 22        | [ 33 ]                                                  |
| 9. Okt. 1982  | Anschlag mit Granaten und Maschinenpistolen auf Synagoge                                             | Rom            | Italien                | 1        | 37        | [ 34 ]                                                  |
| 26. Okt. 1982 | Sprengstoffanschlag auf Sikh-Tempel                                                                  | Amritsar       | Indien                 | 1        | 35        | [ 35 ]                                                  |
| 11. Nov. 1982 | Bombenanschläge von Tyros                                                                            | Tyros          | Libanon                | 89 (+1)  | 55        | [ 36 ]                                                  |
| 30. Nov. 1982 | Anschlag mit Schusswaffen und Sprengstoff auf Zug                                                    | San Miguel     | El Salvador            | 24       | 6         | [ 37 ]                                                  |
| 2. Dez. 1982  | Sprengstoffanschlag auf ehemaliges irakisches Konsulat                                               | Bangkok        | Thailand               | 1        | 20        | [ 38 ]                                                  |
| 6. Dez. 1982  | Sprengstoffanschlag auf Diskothek                                                                    | Londonderry    | Vereinigtes Königreich | 16       | 66        | [ 39 ]                                                  |
| 15. Dez. 1982 | Anschlag mit Autobombe auf Nachrichtenagentur                                                        | Bagdad         | Irak                   | 76       |           | [ 40 ]                                                  |
| 15. Dez. 1982 | Sprengstoffanschlag auf Regierungsgebäude                                                            | Bloemfontein   | Südafrika              | 1        | 70        | [ 41 ]                                                  |
| 26. Dez. 1982 | Sprengstoffanschlag auf Schiff                                                                       | Pagadian       | Philippinen            | 6        | 70        | [ 42 ]                                                  |
| 26. Dez. 1982 | Sprengstoffanschlag auf Markt                                                                        | Pagadian       | Philippinen            | 3        | 33        | [ 43 ]                                                  |